# Maud Welzen

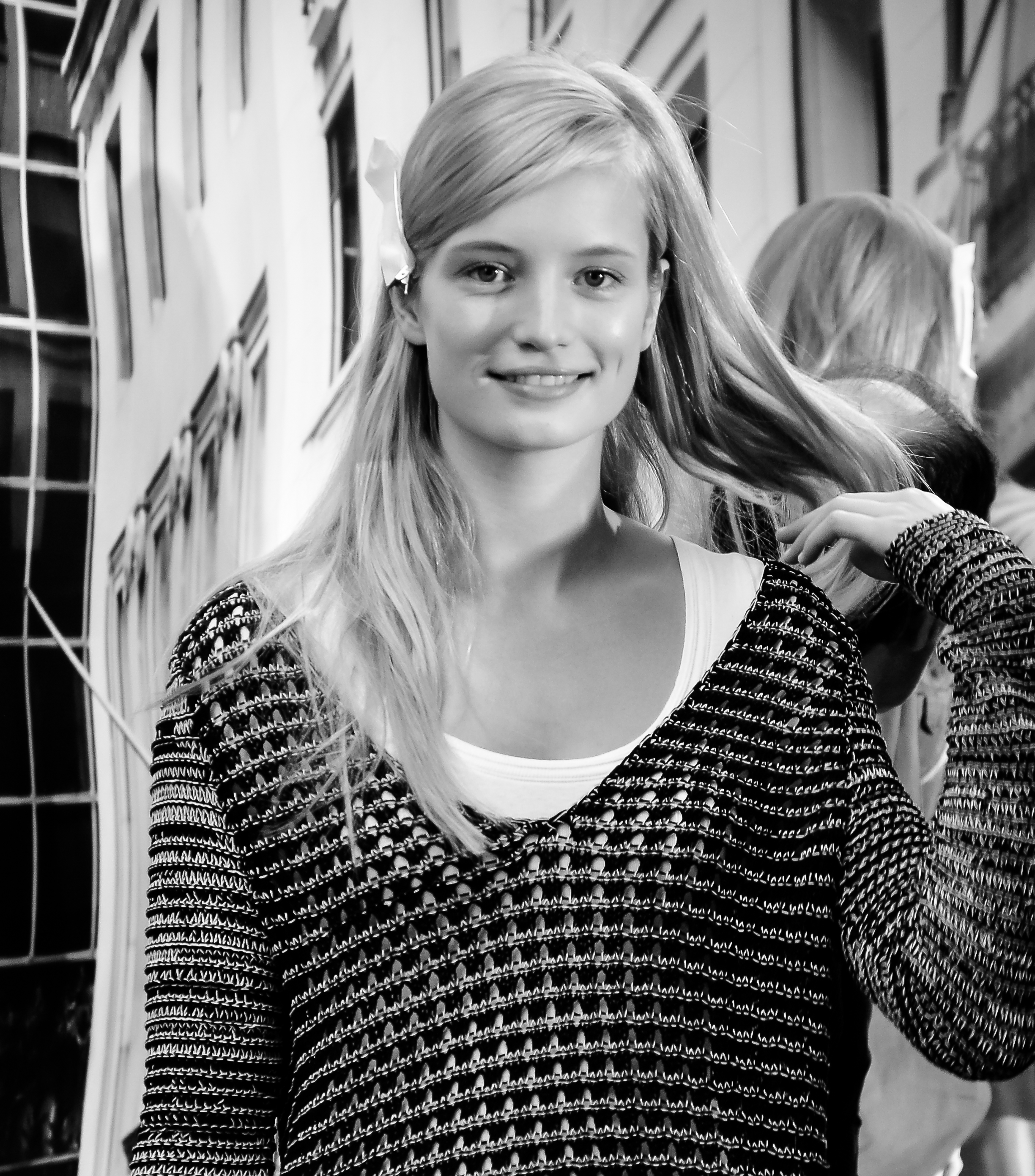
Maud Welzen (2014)

Maud Welzen (* 13. November 1993 in Beek, Niederlande) ist ein niederländisches Model.

## Leben
Maud Welzen wurde mit 13 Jahren bei einem Schulausflug in Paris gescoutet. 2010 lief sie erstmals für Moschino, Victoria’s Secret, Chanel, Burberry, Vera Wang, Alexander McQueen, Valentino SpA, und Viktor & Rolf. Moment steht sie bei DNA Model Management in New York und mit Elite Models in Amsterdam, Barcelona, Copenhagen, Milan, Paris and London in Vertrag. 2012 und 2014 war sie Bestandteil der Victoria’s Secret Fashion Show.